# Belmont-Tramonet
Belmont-Tramonet – miejscowość i gmina we Francji, w regionie Owernia-Rodan-Alpy, w departamencie Sabaudia.
Według danych na rok 1990 gminę zamieszkiwało 339 osób, a gęstość zaludnienia wynosiła 62 osób/km² (wśród 2880 gmin regionu Rodan-Alpy Belmont-Tramonet plasuje się na 1291. miejscu pod względem liczby ludności, natomiast pod względem powierzchni na miejscu 1479.).

## Zabytki

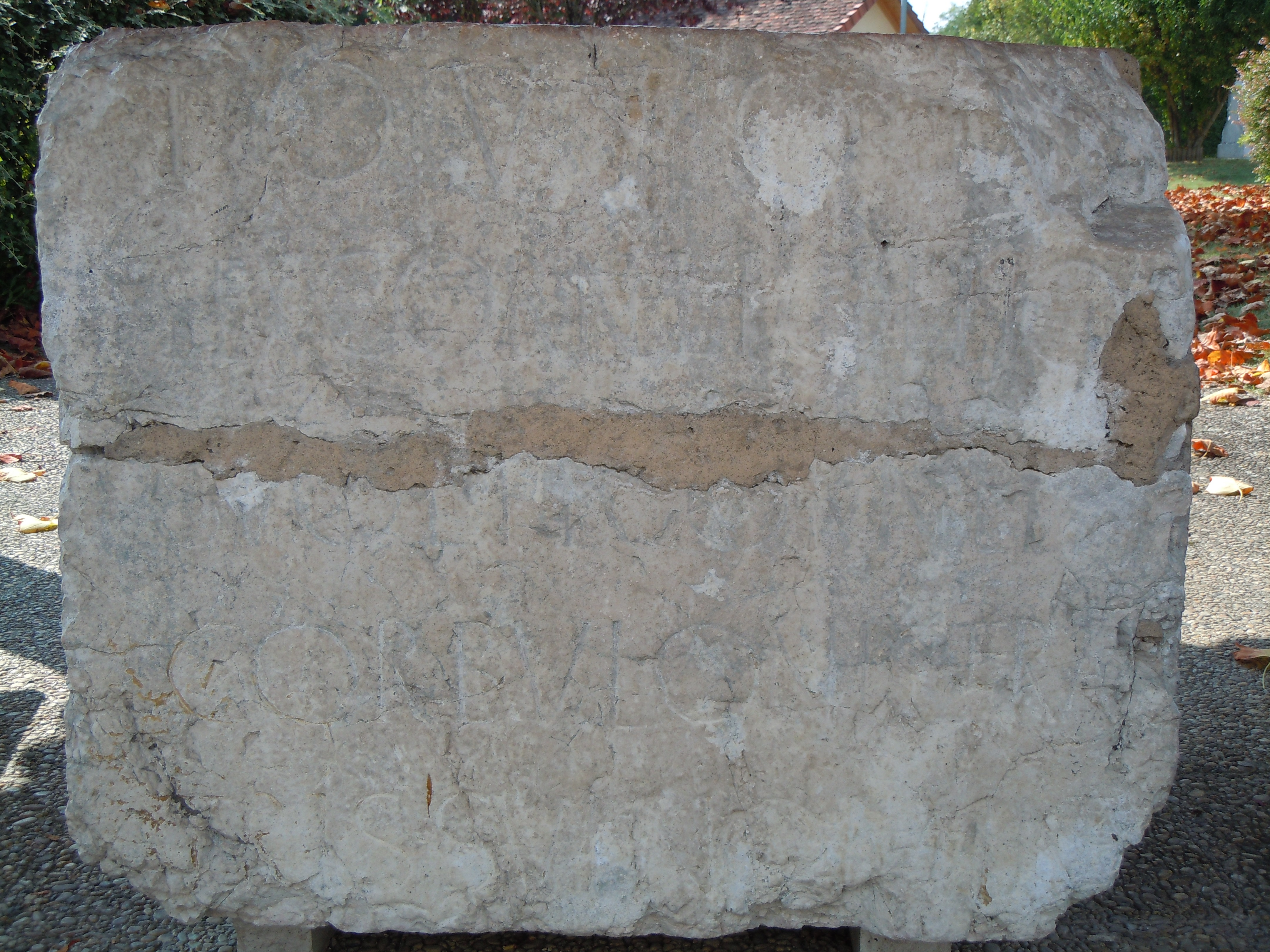
Kamień wotywny dedykowany Jowiszowi

W miejscowości znajduje się kilka zabytkowych budowli oraz Kamień wotywny dedykowany Jowiszowi z czasów Cesarstwa Rzymskiego.